# Strunkovice nad Volyňkou
Strunkovice nad Volyňkou (en allemand : Strunkowitz an der Wolinka) est une commune du district de Strakonice, dans la région de Bohême-du-Sud, en République tchèque. Sa population s'élevait à 131 habitants en 2020.

## Géographie
Strunkovice nad Volyňkou est arrosée par la Volyňka, un affluent de l'Otava, et se trouve à 6 km au sud de Strakonice, à 51 km au nord-ouest de České Budějovice et à 105 km au sud-sud-ouest de Prague.
La commune est limitée par Přední Zborovice au nord, par Radošovice à l'est, par Hoštice au sud, par Němětice au sud et au sud-est, et par Libětice à l'ouest.

## Histoire
La première mention écrite du village date de 1227.